# Schlieffenplanen
Schlieffen-planen var en plan, som dannede grundlag for de tyske militære operationer ved udbruddet af 1. verdenskrig, udarbejdet af Alfred Graf von Schlieffen (1833-1913). Planen skulle løse problemet med en tofrontskrig for Tyskland.
De tyske styrker skulle koncentreres i en lynkrig mod Frankrig gennem Belgien. Målet var at erobre Paris og tvinge Frankrig til kapitulation. Ifølge planen skulle østfronten næsten ikke beskyttes. Den russiske mobilisering ansås for at være så langsom, at Frankrig kunne besejres, inden den russiske hær kunne anrette større skade. 
Planen blev ændret ved krigsudbruddet af generalstabschef von Moltke. Nogle få divisioner blev overført til østfronten, hvilket måske var årsag til det tyske nederlag i det 1. slag ved Marne. Dette slag afgjorde reelt krigen, idet fronterne herefter blev låst fast uden at nå Paris, og Tyskland til sidst bukkede under for de allierede. 
Desuden betød angrebet gennem Belgien, at Storbritannien gik ind i krigen på Frankrigs side, idet Storbritannien havde garanteret Belgiens suverænitet siden 1870. Dette var en forventet del af Schlieffen-planen, der forventede, at krigen ville være afgjort, inden Storbritannien kunne nå at have en indflydelse på udfaldet.
Tyskland havde også regnet med, at Belgien ville  lade den tyske hær passere uden krigshandlinger. Belgien fandt sig dog ikke i dette, og kæmpede imod den tyske hær. Dette gjorde tyskernes vej igennem Belgien en del sværere og langsommere.